# Seweryn Kulesza
Seweryn Kulesza   (Radom, 23 d'octubre de 1900 - Los Angeles, 14 de maig de 1983) va ser un militar i genet polonès que va competir durant la dècada de 1930.
El 1918 es va allistar a l'exèrcit polonès i va lluitar primer en la Guerra polonesoucraïnesa i després en la Guerra poloneso-soviètica dins el 1r regiment de cavalleria. El 1923 passà al 10è regiment de cavalleria. En 1929 finalitzà el curs d'esport eqüestre a Grudziądz, on va fer d'instructor entre 1931 i 1936. El 1937 passà a comandar el 7è Regiment de Cavalleria de Lublin.
El 1936 va prendre part en els Jocs Olímpics de Berlín, on va disputar dues proves del programa d'hípica amb el cavall Tóska. Va guanyar la medalla de plata en la prova del concurs complet per equips, mentre en la prova individual sou vint-i-unè. En el seu palmarès també destaca el títol nacional del concurs complet de 1936 i 1937, i el de doma de 1937.
Durant la Segona Guerra Mundial va prendre part en la Campanya de Polònia. Fou capturat pels alemanys i empresonat a Oflag VII-A Murnau. Després de l'alliberament, el 1945 decidí quedar-se a Occident. Acabà fent d'entrenador eqüestre dels equips nacionals de Bèlgica i Irlanda.